# Aren Maeir

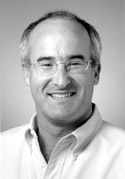
Aren Maeir (2002)

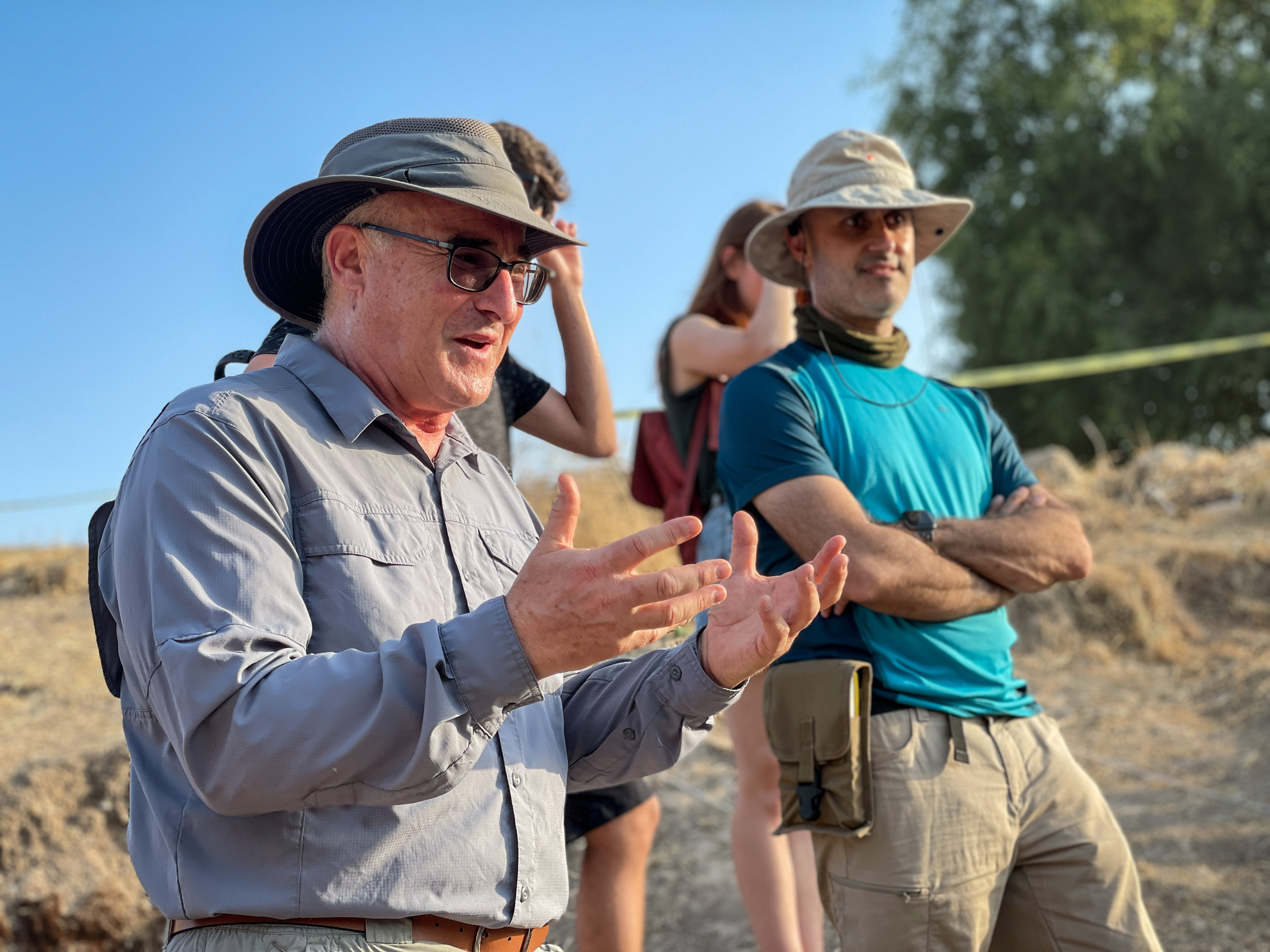
Maeir bij de opgravingen van Tell es-Safi, 2021

Aren M. Maeir (Rochester (New York), 18 maart 1958) is een Israëlisch archeoloog. Hij is als professor verbonden aan de Bar-Ilan Universiteit en geeft leiding aan de opgravingen in Tell es-Safi/Gat.
Maeir is geboren in de Verenigde Staten uit Joodse ouders. In 1969 emigreerde hij met zijn ouders naar Israël, waar hij sindsdien is blijven wonen. Na het vervullen van zijn militaire dienstplicht als kapitein in het Israëlische leger, studeerde hij aan de Hebreeuwse Universiteit van Jeruzalem, waar hij in 1997 summa cum laude promoveerde. Sinds 1993 is hij bovendien als hoogleraar en later professor verbonden aan de Bar-Ilan Universiteit. Hij woont in Jeruzalem en is getrouwd met Adina (geboren Hartman), bij wie hij drie zonen heeft.
Maeir heeft deelgenomen en leiding gegeven aan verschillende archeologische opgravingen in Israël, waaronder in Jeruzalem, Hazor, Jokneam, Tell Qasile en Beet She'an. Vanaf 1996 geeft hij leiding aan de opgravingen in Tell es-Safi/Gat. De daar gevonden Goliathinscriptie bracht Maeir en zijn team wereldwijd in de publiciteit.
Maeirs expertise ligt op het vlak van de culturen van het Midden-Oosten in de Bronstijd en de IJzertijd, met de nadruk op de culturen uit de oude Levant. Hij heeft met betrekking tot deze culturen gepubliceerd op verschillende terreinen, waaronder handel, metaalbewerking, aardewerkproductie en -herkomst, toepassing van natuurwetenschappen in de archeologie, de archeologie van Jeruzalem, de Midden Bronstijd in de Levant, de chronologie van het 2e millennium v.Chr., oorlogvoering, oude godsdiensten en de laatste jaren met name over de Zeevolken en de Filistijnen.
Van 2005 tot 2007 was hij voorzitter van de archeologiefaculteit aan de Bar-Ilan Universiteit. Samen met professor Steve Weiner van het Weizmann Instituut der Wetenschappen heeft hij een nieuwe studierichting voor het gebruik van natuurwetenschappen binnen het archeologisch onderzoek opgezet.

## Publicaties
Aren Maeir heeft inmiddels meer dan honderd wetenschappelijke publicaties op zijn naam staan, waaronder:
- Aren M. Maeir, The material culture of the Central Jordan Valley during the Middle Bronze II period: Pottery and Settlement Pattern. Diss. Hebrew University of Jerusalem, 1997.
- Aren M. Maeir, Shimon Dar, Zeev Safrai (ed.), The Rural Landscape of Ancient Israel (BAR International Series). Oxford: Archaeopress, 2003.
- Aren M. Maeir, Bronze and Iron Age Tombs at Tel Gezer, Israel: Finds from Raymond-Charles Weill's Excavations in 1914 and 1921 (BAR International Series). Oxford: Archaeopress, 2004.
- Aren M. Maeir, Pierre de Miroschedji (ed.), I Will Speak the Riddles of Ancient Times: Archaeological and Historical Studies in Honor of Amihai Mazar on the Occasion of His Sixtieth Birthday. Winona Lake: Eisenbauns, 2006.
- A. Maeir, The Middle Bronze Age II Pottery en A. Maeir, J. Yellin, Instrumental Neutron Activation Analysis of Selected Pottery from Tel Beth Shean and the Central Jordan Valley, in: A. Mazar, R. Mullins (ed.), Excavations at Tel Beth-Shean 1989-1996, Volume II: The Middle and Late Bronze Age Strata in Area R. Jerusalem: Israel Exploration Society, 2008.